# Claude Provost
Claude Joseph Antoine Provost (* 17. September 1933 in Montreal, Québec; † 17. April 1984 in Hallandale Beach, Florida, USA) war ein kanadischer Eishockeyspieler (Rechtsaußen) und -trainer, der von 1955 bis 1970 für die Montréal Canadiens in der National Hockey League spielte.

## Karriere
Während seiner Juniorenzeit spielte er unter anderem zusammen mit Scotty Bowman bei den Montréal Junior Canadiens in der QJHA. Im Seniorenbereich spielte er anfangs bei den Shawinigan Cataracts in der QHL.
Als Toe Blake zur Saison 1955/56 als Trainer die Montréal Canadiens übernahm, holte er ihn in den Kader. Er sollte dem Star-Team der Canadiens mehr körperliche Robustheit bringen. In einer Reihe mit André Pronovost und Phil Goyette, mit denen er auch schon als Juniorenspieler zusammengespielt hatte, entwickelte der defensiv ausgerichtete Stürmer auch seine offensiven Qualitäten. Elf Mal in Folge nahm er am NHL All-Star Game teil. Die Entwicklung seiner offensiven Fähigkeiten brachte ihm in seinen späteren Jahren noch verschiedene Auszeichnungen wie eine Nominierung ins First All-Star Team. Er schaffte in der Saison 1964/65 den Sprung unter die besten zehn Scorer der NHL und 1968 war er der erste Spieler, der mit der Bill Masterton Memorial Trophy ausgezeichnet wurde. Nach neun Stanley-Cup-Siegen beendete er 1970 seine aktive Karriere.
Im Juni 1971 verkauften die Canadiens die Rechte an ihm an die Los Angeles Kings, doch er entschied sich dafür, die Rosemount Nationale in der QJHL zu trainieren und gegen eine Rückkehr in die NHL.
1984 verstarb er in Florida an einem Herzinfarkt beim Tennisspielen.

## Sportliche Erfolge
- Stanley Cup: 1956, 1957, 1958, 1959, 1960, 1965, 1966, 1968 und 1969

### Persönliche Auszeichnungen
- NHL First All-Star Team: 1965
- Bill Masterton Memorial Trophy: 1968
- Teilnahme am NHL All-Star Game: 1956, 1957, 1958, 1959, 1960, 1961, 1962, 1963, 1964, 1965 und 1967